# Miraflores (kommun i Colombia, Guaviare, lat 1,31, long -72,04)
Miraflores är en kommun i Colombia.   Den ligger i departementet Guaviare, i den centrala delen av landet, 400 km sydost om huvudstaden Bogotá. Antalet invånare är 11 311.